# 张堌堆遗址
张堌堆遗址，位于山东省菏泽市单县县城区，是中华人民共和国山东省文物保护单位之一。
2006年12月7日，授予山东省文物保护单位，是一座古遗址。